# Scoliacma bicolor
Scoliacma bicolor là một loài bướm đêm thuộc phân họ Arctiinae, họ Erebidae.